# Алексєєв Микола Борисович
Микола Борисович Алексє́єв (нар. 1912 — пом. 1984) — радянський дипломат; надзвичайний і повноважний посол.

## Біографія
Народився у 1912 році. Член ВКП(б). 1940 року закінчив Московський університет. На дипломатичній роботі з 1943 року:
- у 1943—1947 роках — співробітник місії СРСР у Колумбії;
- у 1947—1949 роках — співробітник центрального апарату Міністерства закордонних справ СРСР;
- у 1949—1954 роках — тимчасовий повірений у справах СРСР в Уругваї;
- у 1954—1959 роках — співробітник центрального апарату МЗС СРСР;
- до листопада 1959 року — старший радник Постійного представництва СРСР при Організації Об'єднаних Націй;
- з 10 листопада 1959 року по 5 березня 1966 року — надзвичайний і повноважний посол СРСР в Аргентині;
- у 1966—1968 роках — співробітник центрального апарату МЗС СРСР;
- з 12 лютого 1968 року по 28 березня 1971 року — надзвичайний і повноважний посол СРСР у Чилі;
- у 1971—1974 роках — співробітник центрального апарату МЗС СРСР;
- у 1974—1980 роках — завідувач Відділу латиноамериканських країн МЗС СРСР;
- у 1980—1981 роках — завідувач І Відділу латиноамериканських країн МЗС СРСР.

Помер у 1984 році.